# Wrangel af Adinal
Wrangel af Adinal är en svensk, numera utslocknad, friherrlig adelsätt.

## Personer med efternamnet Wrangel af Adinal
- Didrik Wrangel af Adinal, 1637–1706
- Carl Adam Wrangel af Adinal, 1748–1829
- Carl Henrik Wrangel af Adinal, 1681–1755
- Georg Gustaf Wrangel af Adinal, 1728–1795, "brännvins-Wrangel"